# 堀江信彦
堀江 信彦（ほりえ のぶひこ、1955年8月17日 - ）は、日本の雑誌編集者、株式会社コアミックスの代表取締役。作家、実業家。熊本県出身。

## 来歴
熊本県立熊本高等学校を経て、早稲田大学法学部を卒業後の1979年、集英社に入社。『週刊少年ジャンプ』編集部に配属され、江口寿史や原哲夫、北条司、次原隆二などを担当。『北斗の拳』や『シティーハンター』を立案・担当しヒットに導く。
1993年、同誌の5代目編集長に就任。1995年3・4号で653万部の歴代最高部数を達成。その記録は当時のヒット作品による一過性のものと理解しており、次世代の作家を育成するためジャンプ新人海賊杯などを企画した。しかし、同年に終了した『ドラゴンボール』などの穴を埋めるに至らず、発行部数が急激に減少。1996年に編集長を更迭され、『メンズノンノ』編集長に転属。翌1997年からは『BART』編集長を務めた。
2000年、『BART』休刊決定を機に集英社を退社。原、北条、次原らとともに、東京・吉祥寺に株式会社コアミックスを設立し、代表取締役に就任する。
コアミックス設立後、『週刊コミックバンチ』を創刊。2004年まで編集長を務める。同年にはコンテンツ管理等を目的とした株式会社ノース・スターズ・ピクチャーズを設立（2020年4月にコアミックスと合併）。2010年、「月刊コミックゼノン」創刊。13年まで編集長を務める。
また、2009年には「空間の漫画雑誌創刊」を目的に「カフェゼノン」を東京・吉祥寺にオープン。2011年、飲食事業を展開する株式会社じぞう屋設立。2018年、「カフェゼノン」の隣に肉バル「ゼノンサカバ」をオープン。
2018年、熊本コアミックス設立。同年、熊本市内に作家育成のための施設「コアミックスまんがラボ」を開設。2019年、コアミックスが主催する「世界サイレントマンガオーディション」上位入賞作5作の映画化を企画。セリフのないサイレント映画『エンジェルサイン』（総監督：北条司　主演：松下奈緒、ディーン・フジオカ）として劇場公開するとともに、オンライン配信を実施。2020年、「漫画のライブ化」を目的に、女性だけの歌劇団「096k熊本歌劇団」創立。同年、熊本県高森町に第二本社開設。2021年、同町にアーティスト育成施設「アーティストビレッジ阿蘇096区」の建設を進めている。
本名の堀江信彦、あるいは北原星望のペンネームで原作者としても活動。

## 人物
編集者としては作家と共に設定やストーリーを考え二人三脚で作品を作り上げるタイプ。『真救世主伝説 北斗の拳』（2006年 - 2008年）の共同脚本家でもあり、漫画原作者としても活動。
原作者としての主な作品に、『蒼天の拳』（『週刊コミックバンチ』連載：『北斗の拳』につながる作品であるため原作者表記は伏せていた）、『義風堂々!!直江兼続 -前田慶次 月語り-』『義風堂々!!直江兼続 -前田慶次 酒語り-』『義風堂々!!直江兼続 -前田慶次 花語り-』『義風堂々!! 疾風の軍師 -黒田官兵衛-』『前田慶次 かぶき旅』（『月刊コミックゼノン』連載中）がある。
また、北原星望（きたはら せいぼう）名義で、『いくさの子 ‐織田三郎信長伝‐』や絵本『森の戦士ボノロン』シリーズの原作を執筆。なお、『CR花の慶次』シリーズの主題歌の作詞などを手掛けている。
『シティーハンター』のヒロインである香の名前は、堀江の娘の名前が元になっている。また、作中で拳銃の描写が欠かせないことから、同作品開始直後に北条司とともにグアムまで行き、5日間実際に撃てる射撃場でガン取材をした。
ひげ牧場のオーナー・堀江信彦（つの丸『みどりのマキバオー』）など、漫画作品にも登場している。『みどりのマキバオー』作中において、ひげ牧場は倒産している。倒産の原因は「ヒゲユウユウ、ヒゲスラム、ヒゲドラゴン」といった重賞馬が引退の後、後継となる馬が育たなかったこととされ、現実における編集長更迭の事実をなぞったかのような描写となっている。

## メディア出演

### テレビ
- ETV特集「令和の“トキワ荘”〜熊本から世界をめざせ〜」（2024年2月17日、Eテレ）[5]